# Wildpark
Een wildpark is een dierentuin waar inheems en/of jachtwild wordt gehouden in betrekkelijke vrijheid, en waar bezoekers te voet of per auto het leefgebied van de dieren doorkruisen.

## Wildparken in Nederland, België en elders
In Nederland is er maar één park dat zich wildpark noemt, namelijk het Wildpark Het Aardhuis nabij Apeldoorn.
Een bekend wildpark in België is het Domein van de Grotten van Han.

### Wildparken in Duitsland
In Duitsland zijn veel meer wildparken, bijvoorbeeld:
- Biotopwildpark Anholter Schweiz
- Hirsch und Saupark Daun
- Wildpark Gangelt
- Tierpark Sababurg bij Kassel
- het Wisentgehege Springe bij Hannover
- Wild- und Freizeitpark Klotten

## Safaripark
Een safaripark onderscheidt zich van een wildpark doordat er exotische dieren gehouden worden in betrekkelijke vrijheid. Bezoekers begeven zich in een auto op terreinen waar de dieren vrij rondlopen. In de veiligheid wordt voorzien door deze auto, waarvan men de ramen en deuren dichtlaat.
Een Nederlands safaripark is het Safaripark Beekse Bergen. Tussen 1968 en 1995 had Burgers' Zoo in Arnhem ook een safaripark. In België is er Le Monde Sauvage in Aywaille.
- Lijst van dierentuinen
- Nationaal park